# Stanley Awurum
Stanley Ejike Awurum (sinh ngày 24 tháng 6 năm 1990) là một cầu thủ bóng đá người Nigeria thi đấu cho Varzim theo dạng cho mượn từ Portimonense.

## Sự nghiệp câu lạc bộ
Anh ra mắt chuyên nghiệp tại Giải bóng đá hạng nhất quốc gia Bồ Đào Nha cho Varzim vào ngày 9 tháng 8 năm 2015 trong trận đấu trước Famalicão.